# Otto Albert Blehr
Otto Albert Blehr (* 17. Februar 1847 in Stange; † 13. Juli 1927 in Oslo) war ein norwegischer Jurist und liberaler Politiker.
Blehr praktizierte als Rechtsanwalt und war von 1883 bis 1888 Abgeordneter im norwegischen Parlament (in Nordre Bergenhus Amt gewählt), und wieder (in Nordland gewählt) von 1895 bis 1900. Er war norwegischer Ministerpräsident in Stockholm von 1891 bis 1893, und norwegischer Ministerpräsident von 21. April 1902 bis 22. Oktober 1903. Danach war er von 1905 bis 1917 Stiftamtmann in Christiania (Oslo). 
1915 amtierte Blehr kurzzeitig als Finanzminister, von 1917 bis 1920 als Justizminister. Am 22. Juni 1921 übernahm er wieder das Amt des norwegischen Ministerpräsidenten und hatte es bis zum 6. März 1923 inne. Er gehörte auch bis 1925 der norwegischen Delegation beim Völkerbund an. 
Blehr erhielt 1898 das Großkreuz des Sankt-Olav-Ordens, war Großoffizier der französischen Ehrenlegion und Träger des portugiesischen Christusordens (Großkreuz).
Blehr war mit der Frauenrechtlerin Randi Blehr verheiratet. Er war selbst Mitbegründer (1884) und Ehrenmitglied (1924) der Frauenrechtsorganisation Norsk Kvinnesaksforening.